# Arrondissement del dipartimento del Passo di Calais
Gli arrondissement del dipartimento del Passo di Calais, nella regione francese dell'Alta Francia, sono sette: Arras (capoluogo Arras), Béthune (Béthune), Boulogne-sur-Mer (Boulogne-sur-Mer), Calais (Calais), Lens (Lens), Montreuil (Montreuil) e Saint-Omer (Saint-Omer).

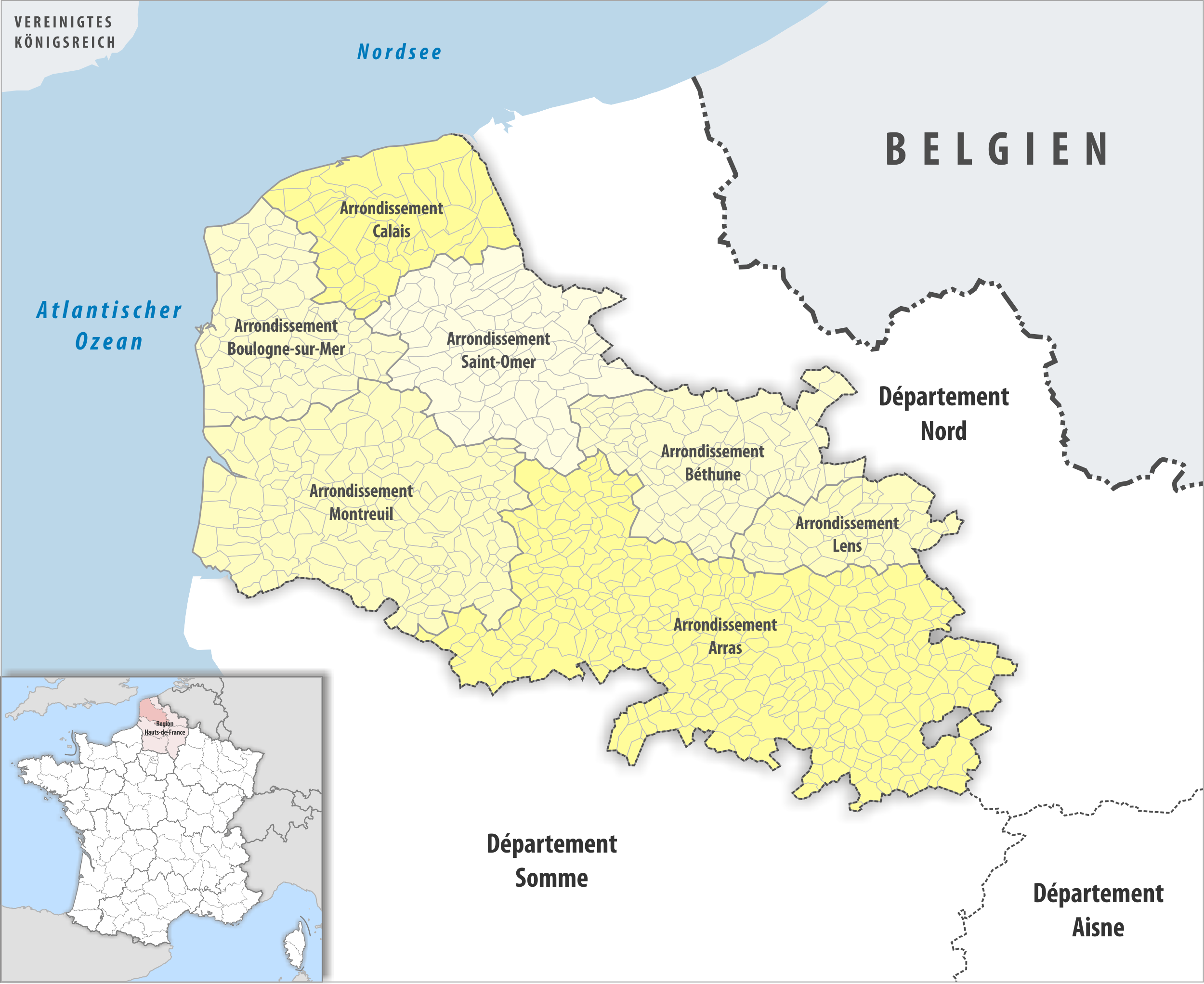
Gli arrondissement del dipartimento del Passo di Calais nel 2019.

## Composizione
| Nome                               | Codice INSEE | N° di comuni | Superficie km2 | Popolazione | Densità (abitanti/km2) |
| ---------------------------------- | ------------ | ------------ | -------------- | ----------- | ---------------------- |
| Arrondissement di Arras            | 621          | 357          | 2 245,3        | 249 196     | 111                    |
| Arrondissement di Béthune          | 622          | 104          | 707,4          | 293 034     | 414                    |
| Arrondissement di Boulogne-sur-Mer | 623          | 74           | 633,7          | 158 258     | 250                    |
| Arrondissement di Calais           | 626          | 52           | 593,4          | 157 185     | 265                    |
| Arrondissement di Lens             | 627          | 50           | 351,5          | 368 212     | 1 048                  |
| Arrondissement di Montreuil        | 624          | 164          | 1 327,1        | 111 519     | 84                     |
| Arrondissement di Saint-Omer       | 625          | 89           | 813,0          | 129 339     | 159                    |
| Dipartimento del Passo di Calais   | 62           | 890          | 6 671,4        | 1 466 743   | 220                    |

## Storia
- 1790: istituzione del dipartimento del Passo di Calais con otto distretti: Arras, Bapaume, Béthune, Boulogne, Calais, Montreuil, Saint-Omer, Saint-Pol.
- 1800: istituzione degli arrondissement di: Arras, Béthune, Boulogne, Montreuil, Saint-Omer.
- 1801: istituzione dell'arrondissement di Saint-Pol (per separazione da quello di Arras).
- 1926: soppressione dell'arrondissement di Saint-Pol (con reintegro del territorio in quello di Arras).[9][10]
- 1962: istituzione degli arrondissement di Calais (per separazione da quello di Boulogne-sur-Mer) e di Lens (per separazione da quello di Béthune).
- 2007: trasferimento del cantone di Avion e del cantone di Rouvroy, dall'arrondissement d'Arras a quello di Lens.
- 2017: viene attuata una riorganizzazione degli arrondissement, per migliorare l'integrazione a seguito delle modifiche delle intercomunalità: i confini degli arrondissement sono modificati con trasferimento di 36 comuni:
  - otto trasferiti dall'arrondissement di Arras all'arrondissement di Lens;
  - quattro trasferiti dall'arrondissement di Arras all'arrondissement di Béthune;
  - uno trasferito dall'arrondissement di Boulogne-sur-Mer all'arrondissement di Calais;
  - i 15 comuni che compongono la comunità di comuni della regione d'Audruicq e gli otto comuni della comunità di comuni dei Trois Pays, precedentemente facenti parte dell'arrondissement di Saint-Omer, sono trasferiti all'arrondissement di Calais.[11]